# Fra le tue braccia
Fra le tue braccia (Cluny Brown) è un film del 1946 diretto da Ernst Lubitsch, con protagonisti Jennifer Jones e Charles Boyer, tratto dal romanzo La carriera di Cluny (Cluny Brown) di Margery Sharp. È il penultimo film di Ernst Lubitsch e l'ultimo da lui diretto interamente.

## Trama
Londra, 1938. Il professor Adam Belinski, profugo cecoslovacco antinazista, conosce la giovane Cluny Brown, nipote di uno stagnino. Qualche tempo dopo i due si incontrano nuovamente nella tenuta di campagna di Sir Carmel, dove Belinski è ospite e Cluny lavora come cameriera. Nonostante la reciproca promessa di restare soltanto amici, il professor Belinski è attratto dalla ragazza e segretamente disapprova la sua relazione con il farmacista del villaggio. Quando però Belinski lascerà i Carmel per far ritorno a Londra, Cluny si renderà conto del suo amore per lui e lo seguirà nel suo viaggio verso gli Stati Uniti d'America, dove Adam Belinski diverrà un affermato scrittore di libri gialli.

## Produzione
Il film fu prodotto dalla Twentieth Century Fox Film Corporation.

## Distribuzione
Distribuito dalla Twentieth Century Fox Film Corporation, il film fu presentato in prima il giorno 1º maggio 1946.